# Batalla de Campi Cannini
La batalla de Campi Cannini se libró entre los alamanes y el Imperio Romano Occidental en 457. Aprovechando la confusión después de la derrota del emperador Avito en Placentia el 16 de octubre de 456, un ejército de alamanes cruzó los Alpes réticos a través de Suiza hacia Italia, llegando al lago Maggiore. 
Aprovechando la situación de debilidad, los alamanes penetraron a través de Recia invadiendo Italia. Mayoriano envió al comes Burco al mando de un ejército que los derrotó cerca del lago Maggiore. La victoria fue atribuida a la acción de Mayoriano, y el 1 de abril fue proclamado emperador por el ejército a las afueras de Rávena.
En el cercano Campi Cannini, los alamanes fueron derrotados por el general romano Mayoriano. Con la ayuda de su aliado suevo Ricimero, Mayoriano más tarde fue proclamado emperador romano, aunque no fue reconocido, al menos al principio, por el emperador romano de Oriente León I.